# A Manchester City FC 2002–2003-as szezonja
A Manchester City a 2002–2003-as szezonban az angol elsőosztályú bajnokságban a 9. helyen végzett. Az FA-kupában a Liverpool ellen estek ki a harmadik fordulóban. A ligakupában egy kört mentek, a Crewe Alexandra csapatát 3–2-re verték, de utána a Wigan Athletic ellen kikaptak és kiestek.

## Mezek
| Hazai | Vendég | Harmadik |

## Játékosok
A szezon közben a csapat játékosai voltak
| #  |                | Poszt | Név               |
| -- | -------------- | ----- | ----------------- |
| 1  | Dánia          | K     | Peter Schmeichel  |
| 2  | Franciaország  | V     | David Sommeil     |
| 3  | Dánia          | V     | Niclas Jensen     |
| 4  | Hollandia      | V     | Gerard Wiekens    |
| 5  | Franciaország  | V     | Sylvain Distin    |
| 6  | Észak-Írország | KP    | Kevin Horlock     |
| 7  | Anglia         | CS    | Darren Huckerby   |
| 8  | Algéria        | KP    | Ali Benarbia      |
| 9  | Costa Rica     | CS    | Paulo Wanchope    |
| 10 | Bermuda        | CS    | Shaun Goater      |
| 11 | Anglia         | CS    | Jon Macken        |
| 12 | Anglia         | K     | Nicky Weaver      |
| 13 | Franciaország  | KP    | Christian Negouai |
| 14 | Izrael         | V     | Eyal Berkovic     |
| 15 | Norvégia       | V     | Alf-Inge Håland   |
| 16 | Skócia         | V     | Paul Ritchie      |
| 17 | Kína           | V     | Sun Jihai         |
| 19 | Ausztrália     | KP    | Danny Tiatto      |
| 20 | Anglia         | K     | Carlo Nash        |

| #  |               | Poszt | Név                                         |
| -- | ------------- | ----- | ------------------------------------------- |
| 21 | Argentína     | CS    | Vicente Matías Vuoso                        |
| 22 | Írország      | V     | Richard Dunne                               |
| 23 | Kamerun       | KP    | Marc-Vivien Foé (kölcsönben a Lyontól)      |
| 24 | Anglia        | V     | Steve Howey                                 |
| 25 | Kamerun       | V     | Lucien Mettomo                              |
| 27 | Dánia         | V     | Mikkel Bischoff                             |
| 28 | Hollandia     | V     | Tyrone Loran                                |
| 29 | Anglia        | KP    | Shaun Wright-Phillips                       |
| 30 | Írország      | V     | Paddy McCarthy                              |
| 31 | Algéria       | KP    | Djamel Belmadi (kölcsönben a Marseille-től) |
| 32 | Dánia         | K     | Kevin Stuhr-Ellegaard                       |
| 33 | Anglia        | CS    | Robbie Fowler                               |
| 34 | Anglia        | V     | Stephen Jordan                              |
| 35 | Írország      | K     | Brian Murphy                                |
| 36 | Írország      | KP    | Glenn Whelan                                |
| 39 | Franciaország | CS    | Nicolas Anelka                              |
| 40 | Anglia        | KP    | Chris Shuker                                |
| 41 | Anglia        | KP    | Joey Barton                                 |

A szezon közben távoztak
| #  |                | Poszt | Név                                     |
| -- | -------------- | ----- | --------------------------------------- |
| 18 | Észak-Írország | KP    | Jeff Whitley (szerződés lejárt)         |
| 31 | Franciaország  | V     | Laurent Charvet (Sochaux)               |
| 33 | Új-Zéland      | CS    | Chris Killen (Oldham Athletic)          |
| 33 | Anglia         | K     | Tim Flowers (Leicester City, kölcsönbe) |

| #  |         | Poszt | Név                             |
| -- | ------- | ----- | ------------------------------- |
| 37 | Kanada  | KP    | Terry Dunfield (Bury)           |
| 38 | Wales   | KP    | Rhys Day (Mansfield Town)       |
| 44 | Algéria | KP    | Karim Kerkar (szerződés lejárt) |

## Felkészülési mérkőzések
| Dátum              | Ellenfél          | O / I | Eredmény LG – KG | Gólszerzők                                               |
| ------------------ | ----------------- | ----- | ---------------- | -------------------------------------------------------- |
| 2002. július 26.   | HFK Sonderjylland | I     | 4 – 1            | Huckerby (2), Killen, Vuoso                              |
| 2002. július 30.   | Preston North End | I     | 3 – 1            | Macken, Charvet, Shuker                                  |
| 2002. július 31.   | Bury              | I     | 4 – 3            | Anelka (2), Wright-Phillips, Jordan                      |
| 2002. augusztus 3. | Hamburger SV      | I     | 0 – 1            |                                                          |
| 2002. augusztus 5. | Rochdale          | I     | 6 – 0            | Shuker (2), Mettomo, Horlock, Charvet, Vuoso             |
| 2002. augusztus 6. | Tranmere Rovers   | I     | 7 – 1            | Anelka (2), Shuker, Wright-Phillips, Kerkar (2), Horlock |

## Premier League
| 2002. augusztus 17. |

| Leeds United                    | 3 – 0               | Manchester City |
| ------------------------------- | ------------------- | --------------- |
| Barmby 15' Viduka 45' Keane 80' | (2 – 0) Jegyzőkönyv |                 |

| Elland Road, Leeds Nézőszám: 40 195 Játékvezető: Graham Poll |

| 2002. augusztus 24. |

| Manchester City | 1 – 0               | Newcastle United |
| --------------- | ------------------- | ---------------- |
| Huckerby 36'    | (1 – 0) Jegyzőkönyv |                  |

| Maine Road, Manchester Nézőszám: 34 776 Játékvezető: Uriah Rennie |

| 2002. augusztus 28. |

| Aston Villa | 1 – 0               | Manchester City |
| ----------- | ------------------- | --------------- |
| Vassell 64' | (0 – 0) Jegyzőkönyv |                 |

| Villa Park, Birmingham Nézőszám: 33 494 Játékvezető: David Pugh |

| 2002. augusztus 31. |

| Manchester City              | 3 – 1               | Everton                 |
| ---------------------------- | ------------------- | ----------------------- |
| Radzinski 14' Anelka 16' 89' | (2 – 1) Jegyzőkönyv | 29' (11-esből) Unsworth |

| Maine Road, Manchester Nézőszám: 34 835 Játékvezető: Barry Knight |

| 2002. szeptember 10. |

| Arsenal               | 2 – 1               | Manchester City |
| --------------------- | ------------------- | --------------- |
| Wiltord 26' Henry 42' | (2 – 1) Jegyzőkönyv | 29' Anelka      |

| Highbury, London Nézőszám: 37 878 Játékvezető: Clive Wilkes |

| 2002. szeptember 15. |

| Manchester City                  | 2 – 2               | Blackburn Rovers      |
| -------------------------------- | ------------------- | --------------------- |
| Anelka 80' Goater 90' Tiatto 67′ | (0 – 1) Jegyzőkönyv | 26' Thompson 54' Cole |

| Maine Road, Manchester Nézőszám: 34 130 Játékvezető: Mike Dean |

| 2002. szeptember 21. |

| West Ham United | 0 – 0               | Manchester City |
| --------------- | ------------------- | --------------- |
|                 | (0 – 0) Jegyzőkönyv |                 |

| Boleyn Ground, London Nézőszám: 35 550 Játékvezető: Graham Barber |

| 2002. szeptember 28. |

| Manchester City | 0 – 3               | Liverpool       |
| --------------- | ------------------- | --------------- |
|                 | (0 – 1) Jegyzőkönyv | 4' 64' 89' Owen |

| Maine Road, Manchester Nézőszám: 35 131 Játékvezető: Paul Durkin |

| 2002. október 5. |

| Southampton    | 2 – 0               | Manchester City |
| -------------- | ------------------- | --------------- |
| Ormerod 2' 43' | (2 – 0) Jegyzőkönyv |                 |

| St Mary's Stadium, Southampton Nézőszám: 31 009 Játékvezető: Matt Messias |

| 2002. október 19. |

| Manchester City | 0 – 3               | Chelsea                      |
| --------------- | ------------------- | ---------------------------- |
|                 | (0 – 0) Jegyzőkönyv | 69' 84' Zola 85' Hasselbaink |

| Maine Road, Manchester Nézőszám: 34 953 Játékvezető: Dermot Gallagher |

| 2002. október 26. |

| Birmingham City | 0 – 2               | Manchester City    |
| --------------- | ------------------- | ------------------ |
|                 | (0 – 1) Jegyzőkönyv | 24' Sun 87' Anelka |

| St Andrew's Stadium, Birmingham Nézőszám: 29 316 Játékvezető: Steve Bennett |

| 2002. november 2. |

| West Bromwich Albion | 1 – 2               | Manchester City       |
| -------------------- | ------------------- | --------------------- |
| Clement 62'          | (0 – 0) Jegyzőkönyv | 51' Anelka 71' Goater |

| The Hawthorns, West Bromwich Nézőszám: 27 044 Játékvezető: David Elleray |

| 2002. november 9. |

| Manchester City          | 3 – 1               | Manchester United |
| ------------------------ | ------------------- | ----------------- |
| Anelka 5' Goater 26' 50' | (2 – 1) Jegyzőkönyv | 8' Solskjær       |

| Maine Road, Manchester Nézőszám: 34 649 Játékvezető: Paul Durkin |

| 2002. november 16. |

| Manchester City | 0 – 1               | Charlton Athletic |
| --------------- | ------------------- | ----------------- |
|                 | (0 – 0) Jegyzőkönyv | 79' Bartlett      |

| Maine Road, Manchester Nézőszám: 33 455 Játékvezető: Graham Barber |

| 2002. november 23. |

| Middlesbrough                    | 3 – 1               | Manchester City |
| -------------------------------- | ------------------- | --------------- |
| Ehiogu 53' Bokšić 62' Geremi 84' | (0 – 0) Jegyzőkönyv | 68' Anelka      |

| Riverside Stadion, Middlesbrough Nézőszám: 31 510 Játékvezető: Neale Barry |

| 2002. november 30. |

| Manchester City        | 2 – 0               | Bolton Wanderers |
| ---------------------- | ------------------- | ---------------- |
| Howey 25' Berkovic 56' | (1 – 0) Jegyzőkönyv |                  |

| Maine Road, Manchester Nézőszám: 34 860 Játékvezető: Jeff Winter |

| 2002. december 9. |

| Sunderland | 0 – 3               | Manchester City            |
| ---------- | ------------------- | -------------------------- |
|            | (0 – 1) Jegyzőkönyv | 44' Foé 62' Sun 87' Goater |

| Stadium of Light, Sunderland Nézőszám: 36 511 Játékvezető: Steve Dunn |

| 2002. december 14. |

| Charlton Athletic               | 2 – 2               | Manchester City |
| ------------------------------- | ------------------- | --------------- |
| Euell 51' (11-esből) Jensen 63' | (0 – 0) Jegyzőkönyv | 73' 87' Foé     |

| The Valley, London Nézőszám: 26 434 Játékvezető: David Pugh |

| 2002. december 23. |

| Manchester City        | 2 – 3               | Tottenham Hotspur              |
| ---------------------- | ------------------- | ------------------------------ |
| Howey 28' Benarbia 90' | (1 – 1) Jegyzőkönyv | 38' Perry 48' Davies 84' Poyet |

| Maine Road, Manchester Nézőszám: 34 563 Játékvezető: Jeff Winter |

| 2002. december 26. |

| Manchester City          | 3 – 1               | Aston Villa |
| ------------------------ | ------------------- | ----------- |
| Foé 15' 80' Benarbia 78' | (1 – 1) Jegyzőkönyv | 41' Dublin  |

| Maine Road, Manchester Nézőszám: 33 991 Játékvezető: Mark Halsey |

| 2002. december 28. |

| Fulham | 0 – 1               | Manchester City |
| ------ | ------------------- | --------------- |
|        | (0 – 0) Jegyzőkönyv | 84' Anelka      |

| Loftus Road, London Nézőszám: 17 937 Játékvezető: Paul Durkin |

| 2003. január 1. |

| Everton                 | 2 – 2               | Manchester City    |
| ----------------------- | ------------------- | ------------------ |
| Watson 6' Radzinski 90' | (1 – 1) Jegyzőkönyv | 33' Anelka 82' Foé |

| Goodison Park, Liverpool Nézőszám: 40 163 Játékvezető: Andy D'Urso |

| 2003. január 11. |

| Manchester City       | 2 – 1               | Leeds United |
| --------------------- | ------------------- | ------------ |
| Goater 29' Jensen 50' | (1 – 0) Jegyzőkönyv | 90' Kewell   |

| Maine Road, Manchester Nézőszám: 34 884 Játékvezető: Rob Styles |

| 2003. január 18. |

| Newcastle United       | 2 – 0               | Manchester City |
| ---------------------- | ------------------- | --------------- |
| Shearer 1' Bellamy 64' | (1 – 0) Jegyzőkönyv |                 |

| St James’ Park, Newcastle upon Tyne Nézőszám: 52 152 Játékvezető: Graham Poll |

| 2003. január 29. |

| Manchester City                                     | 4 – 1               | Fulham        |
| --------------------------------------------------- | ------------------- | ------------- |
| Anelka 21' Benarbia 47' Foé 61' Wright-Phillips 70' | (1 – 1) Jegyzőkönyv | 2' Malbranque |

| Maine Road, Manchester Nézőszám: 33 260 Játékvezető: Steve Bennett |

| 2003. február 1. |

| Manchester City | 1 – 2               | West Bromwich Albion  |
| --------------- | ------------------- | --------------------- |
| Gilchrist 22'   | (1 – 1) Jegyzőkönyv | 18' Clement 71' Moore |

| Maine Road, Manchester Nézőszám: 34 765 Játékvezető: Neale Barry |

| 2003. február 9. |

| Manchester United  | 1 – 1               | Manchester City |
| ------------------ | ------------------- | --------------- |
| van Nistelrooy 18' | (1 – 0) Jegyzőkönyv | 86' Goater      |

| Old Trafford, Manchester Nézőszám: 67 646 Játékvezető: Alan Wiley |

| 2003. február 22. |

| Manchester City | 1 – 5               | Arsenal                                                 |
| --------------- | ------------------- | ------------------------------------------------------- |
| Anelka 87'      | (0 – 4) Jegyzőkönyv | 4' Bergkamp 13' Pirès 15' Henry 18' Campbell 53' Vieira |

| Maine Road, Manchester Nézőszám: 34 960 Játékvezető: Paul Durkin |

| 2003. március 1. |

| Blackburn Rovers | 1 – 0               | Manchester City |
| ---------------- | ------------------- | --------------- |
| Dunn 13'         | (1 – 0) Jegyzőkönyv |                 |

| Ewood Park, Blackburn Nézőszám: 28 647 Játékvezető: Steve Dunn |

| 2003. március 16. |

| Manchester City | 1 – 0               | Birmingham City |
| --------------- | ------------------- | --------------- |
| Fowler 72'      | (0 – 0) Jegyzőkönyv |                 |

| Maine Road, Manchester Nézőszám: 34 596 Játékvezető: Matt Messias |

| 2003. március 22. |

| Chelsea                                                     | 5 – 0               | Manchester City |
| ----------------------------------------------------------- | ------------------- | --------------- |
| Hasselbaink 37' Terry 43' Stanić 58' Lampard 69' Gallas 79' | (2 – 0) Jegyzőkönyv | 90′ Sun         |

| Stamford Bridge, London Nézőszám: 41 105 Játékvezető: Phil Dowd |

| 2003. április 5. |

| Bolton Wanderers       | 2 – 0               | Manchester City |
| ---------------------- | ------------------- | --------------- |
| Pedersen 32' Campo 52' | (1 – 0) Jegyzőkönyv |                 |

| Reebok Stadium, Bolton Nézőszám: 26 949 Játékvezető: Clive Wilkes |

| 2003. április 12. |

| Manchester City | 0 – 0               | Middlesbrough |
| --------------- | ------------------- | ------------- |
|                 | (0 – 0) Jegyzőkönyv |               |

| Maine Road, Manchester Nézőszám: 34 793 Játékvezető: Andy D'Urso |

| 2003. április 18. |

| Tottenham Hotspur | 0 – 2               | Manchester City       |
| ----------------- | ------------------- | --------------------- |
|                   | (0 – 2) Jegyzőkönyv | 3' Sommeil 21' Barton |

| White Hart Lane, London Nézőszám: 36 075 Játékvezető: Michael Riley |

| 2003. április 21. |

| Manchester City        | 3 – 0               | Sunderland |
| ---------------------- | ------------------- | ---------- |
| Foé 36' 80' Fowler 38' | (2 – 0) Jegyzőkönyv |            |

| Maine Road, Manchester Nézőszám: 34 357 Játékvezető: Graham Barber |

| 2003. április 27. |

| Manchester City | 0 – 1               | West Ham United |
| --------------- | ------------------- | --------------- |
|                 | (0 – 0) Jegyzőkönyv | 81' Kanouté     |

| Maine Road, Manchester Nézőszám: 34 815 Játékvezető: Rob Styles |

| 2003. május 3. |

| Liverpool | 1 – 2               | Manchester City             |
| --------- | ------------------- | --------------------------- |
| Baroš 58' | (0 – 0) Jegyzőkönyv | 72' (11-esből) 90+3' Anelka |

| Anfield, Liverpool Nézőszám: 44 220 Játékvezető: Neale Barry |

| 2003. május 11. |

| Manchester City | 0 – 1               | Southampton  |
| --------------- | ------------------- | ------------ |
|                 | (0 – 1) Jegyzőkönyv | 33' Svensson |

| Maine Road, Manchester Nézőszám: 34 957 Játékvezető: Mike Dean |

### Tabella
| #   | Csapat                   | M  | GY | D  | V  | G+ – G– | GK  | P  | Megjegyzések                    |
| --- | ------------------------ | -- | -- | -- | -- | ------- | --- | -- | ------------------------------- |
| 1.  | Manchester United (B)    | 38 | 25 | 8  | 5  | 74–34   | +40 | 83 | Bajnokok Ligája csoportkör      |
| 2.  | Arsenal (KGY)            | 38 | 23 | 9  | 6  | 85–42   | +43 | 78 | Bajnokok Ligája csoportkör      |
| 3.  | Newcastle United         | 38 | 21 | 6  | 11 | 63–48   | +15 | 69 | Bajnokok Ligája 3. selejtezőkör |
| 4.  | Chelsea                  | 38 | 19 | 10 | 9  | 68–38   | +30 | 67 | Bajnokok Ligája 3. selejtezőkör |
| 5.  | Liverpool1               | 38 | 18 | 10 | 10 | 61–41   | +20 | 64 | UEFA-kupa első forduló          |
| 6.  | Blackburn Rovers         | 38 | 16 | 12 | 10 | 52–43   | +9  | 60 | UEFA-kupa első forduló          |
| 7.  | Everton                  | 38 | 17 | 8  | 13 | 48–49   | −1  | 59 |                                 |
| 8.  | Southampton2             | 38 | 13 | 13 | 12 | 43–46   | −3  | 52 | UEFA-kupa első forduló          |
| 9.  | Manchester City3         | 38 | 15 | 6  | 17 | 47–54   | −7  | 51 | UEFA-kupa selejtező             |
| 10. | Tottenham Hotspur        | 38 | 14 | 8  | 16 | 51–62   | −11 | 50 |                                 |
| 11. | Middlesbrough            | 38 | 13 | 10 | 15 | 48–44   | +4  | 49 |                                 |
| 12. | Charlton Athletic        | 38 | 14 | 7  | 17 | 45–56   | −11 | 49 |                                 |
| 13. | Birmingham City          | 38 | 13 | 9  | 16 | 41–49   | −8  | 48 |                                 |
| 14. | Fulham                   | 38 | 13 | 9  | 16 | 41–50   | −9  | 48 |                                 |
| 15. | Leeds United             | 38 | 14 | 5  | 19 | 58–57   | +1  | 47 |                                 |
| 16. | Aston Villa              | 38 | 12 | 9  | 17 | 42–47   | −5  | 45 |                                 |
| 17. | Bolton Wanderers         | 38 | 10 | 14 | 14 | 41–51   | −10 | 44 |                                 |
| 18. | West Ham United (K)      | 38 | 10 | 12 | 16 | 42–59   | −17 | 42 | kiesők                          |
| 19. | West Bromwich Albion (K) | 38 | 6  | 8  | 24 | 29–65   | −36 | 26 | kiesők                          |
| 20. | Sunderland (K)           | 38 | 4  | 7  | 27 | 21–65   | −44 | 19 | kiesők                          |

Utolsó frissítés: 2003. május 11. 
Forrás: enwiki 
A rangsorolás alapszabályai: 1. összpontszám, 2. egymás elleni eredmények összpontszáma, 3. gólkülönbség, 4. szerzett gólok száma.
1Ligakupa-győztes
2A kupagyőztes Arsenal a Bajnokok-ligájában indul, a második Southampton indul helyette az UEFA-kupában.
3A Manchester City a fair play listáról indulhat az UEFA-kupában.
(B): Bajnokcsapat, (K): Kieső csapat, (F): Feljutó csapat, (I): Kupainduló, (R): A rájátszás győztese, (KGY): Kupagyőztes

## FA-kupa
Harmadik kör
| 2003. január 5. |

| Manchester City | 0 – 1               | Liverpool             |
| --------------- | ------------------- | --------------------- |
|                 | (0 – 0) Jegyzőkönyv | 47' (11-esből) Murphy |

| Maine Road, Manchester Nézőszám: 28 586 Játékvezető: Uriah Rennie |

## Ligakupa
Második kör
| 2002. október 1. |

| Manchester City                      | 3 – 2               | Crewe Alexandra   |
| ------------------------------------ | ------------------- | ----------------- |
| Berkovic 69' Walker 84' Huckerby 87' | (0 – 1) Jegyzőkönyv | 1' Jack 86' Hulse |

| Maine Road, Manchester Nézőszám: 21 820 Játékvezető: Roy Pearson |

Harmadik kör
| 2002. november 5. |

| Wigan Athletic | 1 – 0               | Manchester City |
| -------------- | ------------------- | --------------- |
| Roberts 35'    | (1 – 0) Jegyzőkönyv |                 |

| JJB Stadion, Wigan Nézőszám: 15 007 Játékvezető: Mike Dean |

## Góllövőlista
| Játékos               | Gól |
| --------------------- | --- |
| Nicolas Anelka        | 14  |
| Marc-Vivien Foé       | 9   |
| Shaun Goater          | 7   |
| Ali Benarbia          | 3   |
| Eyal Berkovic         | 2   |
| Robbie Fowler         | 2   |
| Steve Howey           | 2   |
| Darren Huckerby       | 2   |
| Sun Jihai             | 2   |
| Joey Barton           | 1   |
| Niclas Jensen         | 1   |
| David Sommeil         | 1   |
| Shaun Wright-Phillips | 1   |

| Játékos               | Gól |
| --------------------- | --- |
| Nicolas Anelka        | 14  |
| Marc-Vivien Foé       | 9   |
| Shaun Goater          | 7   |
| Ali Benarbia          | 3   |
| Robbie Fowler         | 2   |
| Steve Howey           | 2   |
| Sun Jihai             | 2   |
| Joey Barton           | 1   |
| Eyal Berkovic         | 1   |
| Darren Huckerby       | 1   |
| Niclas Jensen         | 1   |
| David Sommeil         | 1   |
| Shaun Wright-Phillips | 1   |

| Játékos         | Gól |
| --------------- | --- |
| Eyal Berkovic   | 1   |
| Darren Huckerby | 1   |